# 2012
2012. је била преступна година.

## Догађаји

### Јануар
- 6. јануар — Лидер Српске радикалне странке Војислав Шешељ, пребачен је у болницу Хашког трибунала, након што му се погоршало здравствено стање.
- 13. јануар — Италијански крузер Коста Конкордија се насукао на гребен код обале острва Изола дел Ђиљо и делимично потонуо.
- 20. јануар — Сретен Угричић смењен са дужности управника Народне библиотеке Србије, одлуком Владе Србије, пошто је претходно потписао проглас Форума писаца о заштити Андреја Николаидиса, црногорског писца, који је у једном тексту назвао „цивилизацијским искораком“ могућност убиства високих државних званичника Србије и РС у Бањалуци, на прослави 20 година обележавања Републике Српске.
- 22. јануар — Више од 60% грађана Хрватске, на референдуму, подржало улазак те земље у Европску унију.
- 24. јануар — Хашки трибунал одобрио тиму српских лекара да посете лидера СРС, Војислава Шешеља, коме је претходно уграђен пејсмејкер.
  - Википедија:Непознат датум — Серија напада на хрватске навијаче, у Новом Саду и Руми, након утакмица на Европском рукометном првенству које се одржава у Србији.
- 25. јануар — Парламентарна скупштина Савета Европе усвојила резолуцију којом се Београд и Приштина позивају на наставак дијалога и примену до сада постигнутих споразума.
- 27. јануар — Влада Србије откупила смедеревску железару од америчког Ју Ес Стила.
- 29. јануар — Рукометна репрезентација Србије освојила је сребро, а Ватерполо репрезентација Србије злато на првенствима Европе. Новак Ђоковић победио Рафаел Надала у финалу Аустралијан опена са 3:2.

### Фебруар
- 3. фебруар — Снежни наноси завејали целу Србију и проузроковали велике проблеме у саобраћају и снабдевању.
- 5. фебруар — Влада Србије прогласила ванредну ситуацију на територији целе земље због снежног невремена које је захватило целу Србију.
- 15. фебруар — У четири општине на северу Косова и Метохије одржан референдум на којем су се грађани изјашњавали о томе да ли прихватају институције Републике Косово.
- 24. фебруар — Београд и Приштина постигли договор о регионалном представљању власти покрајине на међународним скуповима, што је био један од најважнијих услова Србији за добијање статуса кандидата за чланство у ЕУ.

### Март
- 1. март — Србија званично постала кандидат за улазак у Европску унију.
- 4. март — Одржани председнички избори у Русији на којима је Владимир Путин освојио убедљиву победу од 63,60% гласова.
- 9. март — Израел је извео ваздушне нападе на појас Газе, започевши тронедељне окршаје са палестинским милитантним групама.

- 13. март — Председник Србије Борис Тадић расписао парламентарне, председница Скупштине Србије Славица Ђукић-Дејановић локалне, а председник Скупштине Војводине Шандор Егереши покрајинске изборе за 6. мај текуће године.
- 19. март — Наоружани нападач у Тулузу убио три детета и једног јеврејског рабина.

### Април
- 1. април — Шест особа настрадало у пожару у дискотеци "Контраст" у Новом Саду.
- 5. април — Председница Народне скупштине Славица Ђукић Дејановић је расписала председничке изборе за 6. мај 2012. године.
- 19. април —  Руди Џулијани, амерички политичар дошао је у Београд, како би дао подршку кандидату за градоначелника Београда, испред Српске напредне странке Александру Вучићу.

### Мај
- 6. мај — Одржани редовни избори за Скупштину Србије, Скупштину АП Војводине, и локалне самоуправе, као и превремени избори за председника Републике Србије. У други круг председничких избора ушли Борис Тадић из ДС-а и Томислав Николић из СНС-а. На парламентарним изборима првопласирана је била коалиција око СНС-а,која је освојила 73 мандата, а другопласирана је коалиција ДС-а,која је освојила 67 мандата, а трећепласирана коалиција око СПС-а је освојила 44 мандата. На локалним изборима у Београду и Новом Саду, победила је Демократска странка. У Војводини на покрајинским изборима исто је победио ДС.
- 6. мај — Франсоа Оланд постао нови председник Француске, победивши у другом кругу Николу Саркозија.
- 15. мај — У 03.01.23 UTC ракетом Сојуз са космодрома Бајконур лансирана трочлана посада ка Међународној свемирској станици. Посаду су чинили Генадиј Падалка и Сергеј Ревин из Роскосмоса и Џозеф Акаба из Насе.
- 20. мај — Томислав Николић, у другом кругу, изабран за четвртог председника Србије, победивши Бориса Тадића.
- 26. мај — Представница Шведске, Лорин, победила је на Песми Евровизије са песмом Euphoria.
- 31. мај — Конституисан девети сазив Скупштине Србије, седницом председавао најстарији посланик - Захарије Трнавчевић. На посебној седници, Томислав Николић положио заклетву и формално отпочео петогодишњи мандат на дужности председника Србије.

### Јун
- 1. јун — Сукоб на Северу Косова и Метохије (у селу Рударе) кад су војници почели да уклањају барикаде.
- 3. јун — У експлозији ручне бомбе, испред једног кафића у селу Идвор, погинуле три а рањено осам особа.
- 8. јун — Министар спољних послова Србије Вук Јеремић изабран је за председника Генералне скупштине Уједињених нација.
  - 8. јун — 1. јул — Европско првенство у фудбалу у Украјини и Пољској
- 18. јун — У експлозији гранате на полигону Пасуљанске ливаде, приликом завршне вежбе „Дипломац 2012” кадета Војне академије, погинула два кадета Војске Србије а неколико теже и лакше повређено.
- 22. јун — Конституисана Скупштина АП Војводине, а за њеног председника изабран лидер Савеза војвођанских Мађара, Иштван Пастор.
- 28. јун — Председник Србије, Томислав Николић, поверио мандат за састав нове Владе лидеру Социјалистичке партије Србије Ивици Дачићу.

### Јул
- 15. јул — Теодор фон Бург, освајањем четврте златне медаље на ММО-у, постао најбољи млади математичар на свету свих времена.
  - У 02.40.03 UTC ракетом Сојуз са космодрома Бајконур лансирана трочлана посада ка Међународној свемирској станици. Посаду су чинили Јуриј Маленченко из Роскосмоса, Сунита Вилијамс из Насе и Акихико Хошиде из агенције JAXA.
- 23. јул — Небојша Стефановић (СНС) изабран за председника Скупштине Србије, у наставку конститутивне седнице.
- 27. јул — Изабрана нова Влада Републике Србије, коју су формирали Српска напредна странка, коалиција СПС-ПУПС-ЈС, и Уједињени региони Србије, на челу са лидером СПС-а Ивицом Дачићем. Важније ресоре заузели Иван Мркић — шеф дипломатије, Александар Вучић — први потпредседник Владе и министар одбране, Никола Селаковић — министар правде, Млађан Динкић — министар финансија и привреде.
  - 27. јул — 12. август — Олимпијске игре у Лондону.

### Август
- 2. август — Дејан Шошкић поднео оставку на функцију гувернера Народне банке Србије.
- 6. август — Скупштина Србије изабрала Јоргованку Табаковић за новог гувернера Народне банке Србије.
- 11. август — Милица Мандић освојила златну медаљу на Олимпијским играма у Лондону у теквондоу, што је прва златна медаља за Србију на ОИ након дванаест година.
- 15. август — Бацач Сијетл маринерса Феликс Ернандез имао је савршену утакмицу против Тампа беј рејса.

### Септембар
- 29. септембар — Александар Вучић изабран за председника Српске напредне странке, наследивши Томислава Николића који је поднео оставку на све страначке функције од избора за шефа државе.

### Октобар
- 14. октобар — Светски рекорд у скоку падобраном из стратосфере оборио Феликс Баумгартнер у склопу пројекта Ред бул стратос. Скок је био са висине од 39.068 метара у Новом Мексику, САД. Скок Феликса Баумгартнера.
- 23. октобар — У 10.51.11 UTC ракетом Сојуз са космодрома Бајконур лансирана трочлана посада ка Међународној свемирској станици. Посаду су чинили Олег Новицки и Јевгениј Тарелкин из Роскосмоса и Кевин Форд из Насе.

### Новембар
- 4. новембар — ТВ Авала је престала са емитовањем програма, пошто јој је Републичка радиодифузна агенција одузела дозволу за емитовање програма - трансформисана у Пинк 2.
- 29. новембар — Палестини додељен статус посматрача у УН.

### Децембар
- 14. децембар — 28 особа је убијено у пуцњави у основној школи у месту Њутаун у америчкој савезној држави Конектикат.
- 19. децембар — У 12.12.36 UTC ракетом Сојуз са космодрома Бајконур лансирана трочлана посада ка Међународној свемирској станици. Посаду су чинили Роман Романенко из Роскосмоса, Томас Маршбурн из Насе и Крис Хадфилд из Канадске свемирске агенције.

## Смрти

### Јануар
- 1. јануар — Киро Глигоров, некадашњи високи државни и партијски функционер у СФРЈ и први председник независне Републике Македоније. (*1917)[1]
- 13. јануар — Миљан Миљанић, бивши српски фудбалски тренер и функционер. (*1930)[2]
- 20. јануар — Ета Џејмс, америчка блуз, соул, госпел и џез певачица. (*1938)[3]
- 24. јануар — Теодорос Ангелопулос, грчки редитељ (*1935)[4]
- 29. јануар — Живан Сарамандић, српски оперски певач (*1939)[5]

### Фебруар
- 1. фебруар — Вислава Шимборска, пољска песникиња и добитница Нобелове награде за књижевност (*1923)[6]
- 11. фебруар — Витни Хјустон, америчка певачица (*1963)[7]

### Март
- 1. март — Благоје Аџић, генерал ЈНА и бивши начелник Генералштаба ЈНА (*1932)[8]
- 6. март — Драгослав Јаковљевић Бабеа, боксерска легенда Југославије (*1932)
- 10. март — Вера Ивковић, српска певачица народне музике (*1949)[9]
- 20. март — Атена Пашко, украјинска хемијска инжењерка, песникиња и активисткиња

### Април
- 11. април — Бранка Митић, српска глумица (*1926)[10]
- 20. април — Петер Карстен, немачко-југословенски глумац (*1928)[11]
- 27. април — Анатолиј Лебед, руски гардијски потпуковник и херој Руске Федерације (*1963)

### Мај
- 17. мај — Дона Самер, америчка певачица, легенда диско музике (*1948)[12]
- 31. мај — Радован Биговић, српски теолог (*1956)[13]

### Јун
- 4. јун — Љубиша Рајић, професор скандинавских језика (*1947)[14]
- 6. јун — Немања Нешић, српски веслач (*1988)
- 9. јун — Тома Јовановић, српски глумац (*1929)[15]
- 13. јун — Роже Гароди, француски писац и филозоф (*1913)
- 30. јун — Јицак Шамир, израелски политичар (*1915)[16]

### Јул
- 11. јул — Драгован Јовановић, српски редитељ (*1937)[17]
- 15. јул — Селест Хоум, америчка глумица, добитница Оскара (*1917)[18]
- 16. јул — Џон Лорд, британски музичар (*1941)
- 28. јул — Славко Комар, друштвено-политички радник (*1918)

### Август
- 14. август — Светозар Глигорић, српски шаховски велемајстор (*1923)[19]
- 22. август — Милица Кљаић-Радаковић, српска глумица (*1928)[20]
- 25. август — Нил Армстронг, амерички космонаут, први човек који је крочио на Месец (*1930)[21]
- 31. август — Сергеј Соколов, маршал Совјетског Савеза[22]

### Септембар
- 1. октобар — Ерик Хобсбаум, британски историчар
- 5. октобар — Војин Димитријевић, српски правник, професор међународног права (*1932)[23]
- 15. октобар — Нородом Сиханук, камбоџански краљ

### Новембар
- 23. новембар — Лари Хегмен, амерички глумац[24]

### Децембар
- 1. децембар — Ксенија Јовановић, српска глумица (*1928)[25]
- 3. децембар — Злата Петковић, српска глумица и некадашња Мис СФРЈ (*1954)[26]
- 27. децембар — Млађа Веселиновић, српски глумац (*1915)[27]

## Нобелове награде
- Физика — Серж Арош и Дејвид Вајнланд
- Хемија — Роберт Лефковиц и Брајан Кобилка
- Медицина — Џон Гердон и Шинја Јаманака
- Књижевност — Мо Јен
- Мир — Европска унија
- Економија — Елвин Рот и Лојд Шепли